# 쿨 러닝
《쿨러닝》(영어: Cool Runnings)은 존 터틀타웁이 감독을 맡은 1993년의 미국의 스포츠 영화이며, 리온 로빈슨, 더그 E. 더그, 롤 D. 루이스, 마릭 요바, 존 캔디 등이 출연하였다. 이 영화는 개봉 직후에 캔디가 사망하여 그의 마지막 영화 작품이기도 하다.
캐나다 캘거리에서 열린 1988년 동계 올림픽에 참가한 자메이카 봅슬레이 대표팀의 실제 이야기를 배경으로 하였다.
영화는 호의적인 반응을 얻었고 영화의 사운드트랙 역시도 인기가 있게 되어서, 지미 클리프의 싱글 《I Can See Clearly Now》는 캐나다와 영국, 프랑스 등지의 음악 차트에서 40권에 진입하기도 하였다.

## 줄거리
1987년 11월, 자메이카 단거리 육상 선수 데리스 배넉은 서울에서 열리는 다가오는 하계 올림픽의 100미터 대시 예선 통과를 위해 훈련한다. 그는 동료 선수 주니어 베빌이 실수로 비틀거리며 넘어지고 데리스와 다른 경쟁자인 율 브레너를 넘어뜨리면서 예선 진출에 실패한다.
데리스는 경주 재경기를 요청하지만, 위원회 의장 배링턴 쿨리지는 데리스에게 연민을 느끼면서도 요청을 거부한다. 그는 데리스에게 4년 후에 다시 시도하거나 자메이카가 경쟁하는 유일한 두 가지 다른 스포츠인 복싱과 사이클링에 도전해보라고 권한다. 데리스는 쿨리지의 사무실에서 그의 돌아가신 아버지 벤이 동료 올림픽 금메달리스트 옆에 서 있는 사진을 발견한다. 쿨리지는 그 남자가 얼빙 "어브" 블리처라고 밝힌다. 그는 1972년 동계 올림픽 삿포로에서 부정행위로 실격당한 전 봅슬레이 챔피언이며, 현재 데리스의 집 근처에서 마권업자로 일하고 있다. 데리스는 다가오는 캘거리 동계 올림픽에 봅슬레이 팀을 구성하여 참가할 수 있다는 것을 깨닫고, 푸시카트 더비 챔피언인 친구 산카 코피를 영입한다.
데리스와 산카는 블리처를 찾아간다. 블리처는 처음에는 데리스를 돕기를 거부하지만, 데리스가 벤의 아들이라는 것을 알게 된 후 마지못해 팀 코치를 맡기로 동의한다. 모집 활동은 데리스와 산카만이 예비 회의 끝까지 남아 실패하지만, 주니어와 율이 늦게 도착하여 블리처가 4인조 팀을 구성할 수 있게 된다. 주니어는 데리스처럼 올림픽에 참가하기 위해 4년을 더 기다릴 수 없었고, 율은 섬을 떠나고 싶어 한다. 팀은 블리처와 함께 훈련하지만, 쿨리지는 팀의 경험 부족이 자메이카에 불명예를 가져올 것이라고 믿으며 올림픽 참가에 필요한 2만 달러를 제공하기를 거부한다. 데리스는 후원자를 찾으려 노력했지만 실패하고, 그와 산카, 율은 다양한 모금 활동에서 거의 성공을 거두지 못한다. 결국 주니어는 여행 자금을 마련하기 위해 자신의 차를 판다.
캘거리에 도착하자마자 블리처는 팀을 등록하고 그의 과거 팀원 중 한 명인 로저에게서 낡은 봅슬레이를 빌린다. 자메이카 팀은 추위와 경기 조건에 적응하는 데 어려움을 겪지만, 운동과 노력으로 향상된다. 데리스는 매우 효율적인 스위스 팀의 기술을 따라 하기 시작한다. 동독 팀과 현재 봅슬레이 세계 기록 보유자인 주장 요제프 그롤은 예선전 동안 자메이카 팀을 끊임없이 야유한다. 결국 데리스를 제외한 모든 팀원들이 동독인들과 술집 싸움에 휘말리고, 데리스는 나중에 그들을 심하게 질책한다.
몇 주간의 훈련 끝에 팀은 성공적으로 결승에 진출하지만, 블리처의 이전 부정행위 스캔들에 대한 보복으로 올림픽 위원회에 의해 실격당한다. 블리처는 전 코치이자 현재 위원회 심판인 커트 헴필드에게 팀원들이 자신의 과거 행동과 아무 관련이 없으므로 자메이카 팀을 벌하지 말라고 항의한다. 팀은 복권되고, 주니어는 자신을 집으로 데려가려는 아버지의 시도를 물리치며 캘거리에 남아 자메이카를 대표하겠다는 확고한 의지를 밝힌다.
팀의 첫날 경기는 재앙이었고, 그들은 최하위로 마쳤다. 산카는 데리스가 스위스 팀의 방식을 모방하는 것을 반대하고 자신들만의 경기 스타일을 찾도록 격려한다. 그들은 둘째 날 크게 향상되어 8위로 마쳤다. 마지막 경기에서 느슨한 나사 때문에 봅슬레이의 날 중 하나가 떨어져 나가 뒤집히고 추락한다. 경기를 마치겠다는 결심으로 팀은 봅슬레이를 들어 올리고 결승선까지 운반하여, 주니어의 아버지를 포함한 다른 팀들과 관중들의 박수를 받는다. 비록 패배했지만 말이다. 에필로그는 팀이 영웅이 되어 자메이카로 돌아왔고, 4년 후 동계 올림픽에 동등하게 참가하기 위해 다시 돌아왔다고 설명한다.

## 출연
- 리온 로빈슨 - 데리스 베녹
- 더그 E. 더그 - 상카 코피
- 롤 D. 루이스 - 주니어 베빌
- 마릭 요바 - 율 브레너
- 존 캔디 - 어빙 "어브" 블리처
- 레이먼드 J. 배리 - 커트 헴필
- 피터 아우터브리지 - 조셉 그룰
- 폴 코에르 - 로저
- 래리 길먼 - 래리
- 찰스 하얏 - 휘트비 베빌
- 윈스턴 스토나 - 쿨리지
- 버티나 맥컬리 - 조이 베녹
- 크리스토퍼 쿠퍼 - 윈스턴

## 한국판 성우진(KBS) (1997년 1월 5일)
- 김준 - 데리스(리온 로빈슨)
- 오세홍 - 상카(더크 E. 더그)
- 서문석 - 주니어(롤 D. 루이스) / 로저(폴 코어)
- 강구한 - 율 브리너(마릭 요바)
- 유해무 - 어브(존 캔디)
- 임수아 - 상카의 어머니(폴린 스톤 마이리)
- 문영래 - 배링턴 쿨리지(윈스톤 스토나) / 커트 헴필
- 조동희 - 주니어의 아버지(찰스 하얏)
- 임은정 - 데리스의 여동생(베티나 마코리) / 자메이카 아이
- 함수정 - 자메이카 아이(커위 커) / 호텔 종업원
- 김소형 - 등록관(빌 도우) / 아나운서 / 경찰
- 오인성 - 래리(래리 길먼) / 동독 선수 / 아나운서 / 경찰

## 뒷이야기
- 영화 출연자 중 2명은 실제로 1988년 대회에 출전한 사람이었다.
- 스포츠 소재 영화 중 제일 감동적인 영화로 선정되기도 하였다.
- 자메이카 봅슬레이 대표팀 코치 역할을 맡았던 존 캔디는 영화 촬영 이후 사망하여 유작이 되었다.

## 주제곡
- I Can See Clearly Now - 지미 클리프
- the walk home(엔딩곡) - 한스 짐머

## 같이 보기
- 동계 올림픽에 참가한 열대 국가
- 1988년 동계 올림픽 자메이카 선수단